# Leah Smith
Leah Smith (Mount Lebanon (Pennsylvania), 19 april 1995) is een Amerikaanse zwemster. Ze vertegenwoordigde haar vaderland op de Olympische Zomerspelen 2016 in Rio de Janeiro.

## Carrière
Bij haar internationale debuut, op de Pan-Pacifische kampioenschappen zwemmen 2014 in Gold Coast, eindigde Smith als negende op de zowel de 400 als de 800 meter vrije slag, op de 200 meter vrije slag strandde ze in de series. Op de 4x200 meter vrije slag veroverde ze samen met Shannon Vreeland, Missy Franklin en Katie Ledecky de gouden medaille.
Op de wereldkampioenschappen zwemmen 2015 in Kazan sleepte de Amerikaanse samen met Missy Franklin, Katie McLaughlin en Katie Ledecky de wereldtitel in de wacht op de 4x200 meter vrije slag.
Tijdens de Olympische Zomerspelen van 2016 in Rio de Janeiro veroverde Smith de bronzen medaille op de 400 meter vrije slag, op de 800 meter vrije slag eindigde ze op de zesde plaats. Op de 4x200 meter vrije slag legde ze samen met Allison Schmitt, Madeline Dirado en Katie Ledecky beslag op de gouden medaille.

## Internationale toernooien
| Jaar | Olympische Spelen                                        | WK langebaan      | WK kortebaan  | PanPacs                                                                              |
| ---- | -------------------------------------------------------- | ----------------- | ------------- | ------------------------------------------------------------------------------------ |
| 2014 |                                                          |                   | geen deelname | series 200m vrije slag · 9e 400m vrije slag · 9e 800m vrije slag · 4x200m vrije slag |
| 2015 |                                                          | 4x200m vrije slag |               |                                                                                      |
| 2016 | 400m vrije slag · 6e 800m vrije slag · 4x200m vrije slag |                   | 6-11 december |                                                                                      |

## Persoonlijke records
Bijgewerkt tot en met 2 juli 2016
Kortebaan
| Afstand         | Tijd    | Datum            | Plaats       |
| --------------- | ------- | ---------------- | ------------ |
| 200m vrije slag | 1.55,33 | 12 december 2015 | Indianapolis |
| 400m vrije slag | 3.59,24 | 11 december 2015 | Indianapolis |
| 800m vrije slag | 8.10,03 | 12 december 2015 | Indianapolis |

Langebaan
| Afstand         | Tijd    | Datum        | Plaats |
| --------------- | ------- | ------------ | ------ |
| 200m vrije slag | 1.56,47 | 28 juni 2016 | Omaha  |
| 400m vrije slag | 4.00,65 | 27 juni 2016 | Omaha  |
| 800m vrije slag | 8.20,18 | 2 juli 2016  | Omaha  |